# Bhabua
Bhabua ist eine Stadt im indischen Bundesstaat Bihar.
Die Stadt ist Verwaltungssitz des Distrikts Kaimur. Bhabua liegt ca. 221 km von Bihars Hauptstadt Patna entfernt. Bhabua hat den Status eines City Council (Nagar parishad). Die Stadt ist in 25 Wards gegliedert. Der Nagar parishad Bhabua hatte am Stichtag der Volkszählung 2011 50.179 Einwohner, von denen 26.681 Männer und 23.498 Frauen waren.